# Медіатор (електроліз)
Медіатор (англ. mediator) — реактивний проміжний продукт електролізу, що утворюється на поверхні електрода (в процесах відновлення або окиснення), а реагує з органічними молекулами в об'ємі розчину. Такий агент безперервно регенерується внаслідок електролізу.
Медіаторна реакція (англ. mediated reaction) — електрохімічна  реакція, що відбувається при електролізі за участю утворюваного на електроді активного інтермедіату — медіатора.